# Lugulu (vattendrag)
Lugulu är ett vattendrag i Kongo-Kinshasa, ett biflöde till Ulindi. Det rinner genom provinserna Södra Kivu och Maniema, i den centrala delen av landet, 1 300 km öster om huvudstaden Kinshasa. En del av floden ingår i gränsen mellan provinserna.